# ТЭЦ Быдгощ-2
ТЭЦ Быдгощ-2 (ЭС-2) — теплоэлектроцентраль в одноимённом городе на севере Польши.

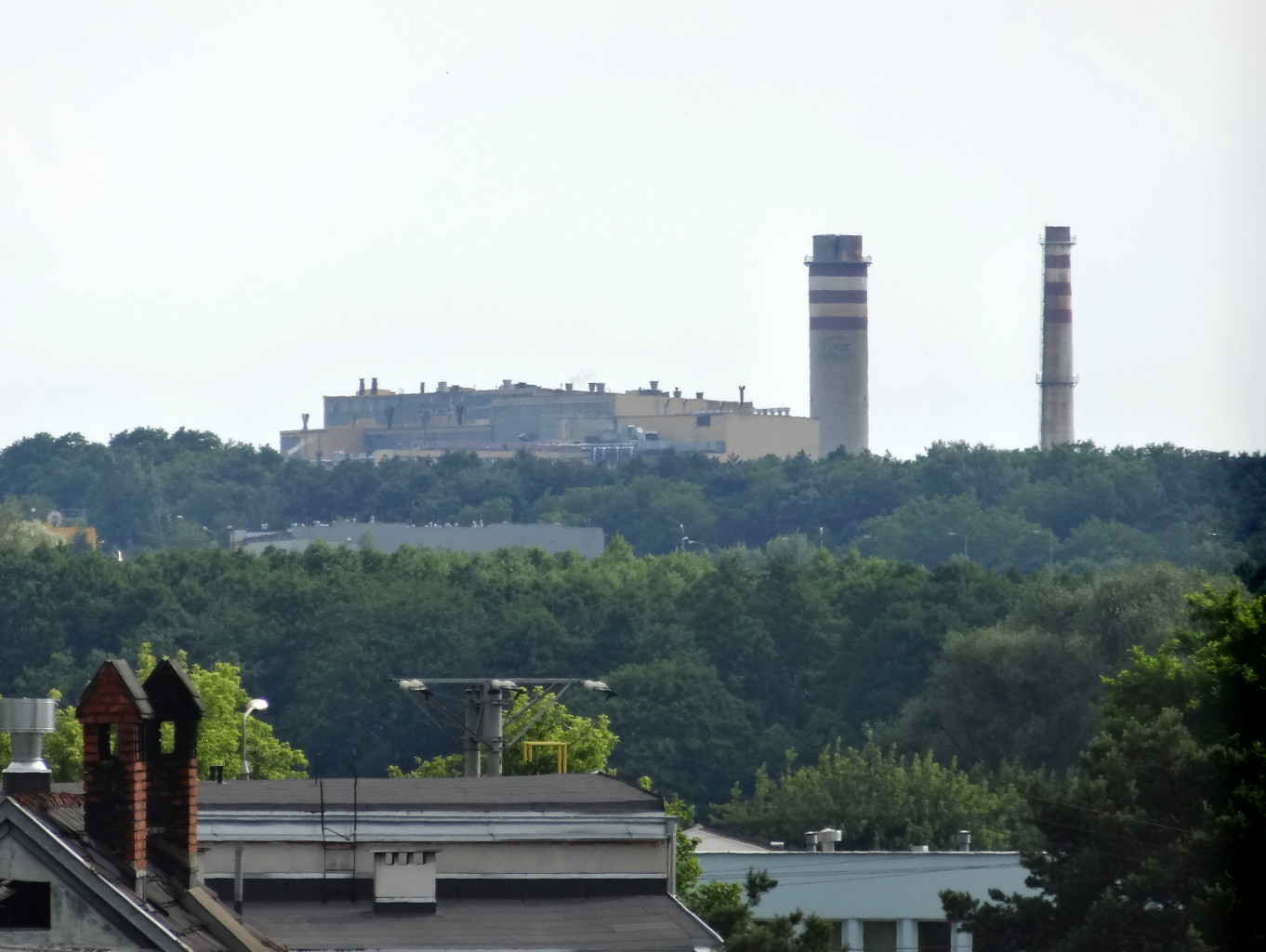

Станцию ввели в эксплуатацию в 1971 году с двумя теплофикационными турбинами — 13UP50 мощностью 50 МВт и 13P32 с показателем 32 МВт. До 1983 года ТЭЦ усилили двумя турбинами 13UP55 мощностью по 55 МВт и ещё одной 13P32. Они питались от четырёх паровых котлов ОР-230 производства рацибужской компании Rafako.
В 2002 году в турбоагрегате № 2 смонтировали конденсационную турбину 1К35 мощностью 35 МВт.
Для покрытия пиковых нагрузок в отопительный период в 1974 и 1978 годах установили два водогрейных котла Rafako WR-120 с тепловой мощностью по 140 МВт.
По состоянию на вторую половину 2000-х годов в работе оставался только один водогрейный котёл. В такой конфигурации ТЭЦ при электрической мощности 227 МВт имела тепловую мощность в 627 МВт.
На 2017 год из эксплуатации вывели турбоагрегат № 1 (13UP50), после чего станция имела электрическую и тепловую мощность на уровне 177 МВт и 564 МВт соответственно.
Для охлаждения используют воду из реки Брда (приток Вислы).
Доставка угля на станцию осуществляется железнодорожным транспортом.